# Jean-François Domergue
Jean-François Domergue (Burdeos, 23 de junio de 1957) es un exfutbolista francés que se desempeñaba como defensor.

## Carrera
| Club                  | País    | Año       |
| --------------------- | ------- | --------- |
| Girondins Bordeaux    | Francia | 1975-1980 |
| LOSC Lille            | Francia | 1980-1982 |
| Olympique de Lyon     | Francia | 1982-1983 |
| Toulouse FC           | Francia | 1983-1986 |
| Olympique de Marsella | Francia | 1986-1988 |
| Stade Malherbe Caen   | Francia | 1988-1989 |

## Selección nacional
Con la selección de fútbol de Francia jugó nueve partidos y marcó dos goles. Disputó la Eurocopa 1984 donde marcó sus únicos dos goles en semifinales, para el triunfo ante Portugal y el pase a la final del torneo.

## Palmarés
- Campeón de la Copa de los Alpes de 1980.